# Speed of Light (álbum de Corbin Bleu)
Speed of Light es el segundo álbum de estudio del actor y cantante estadounidense Corbin Bleu. Fue lanzado el 10 de marzo de 2009 por Hollywood Records. 
El primer sencillo del álbum es «Moments That Matter». En enero de 2009, Bleu interpretó la canción en el Concierto inaugural de los niños: We Are the Future.

## Antecedentes
Para la promoción del álbum, Bleu participó como invitada en numerosos programas, entre ellos el programa Today Show. Cuando se le preguntó por el álbum, Bleu declaró:

«Tuve la oportunidad de participar de verdad en el estudio escribiendo temas y letras, todo. Es una experiencia mucho más personal y el álbum en sí es una combinación de diferentes sonidos, electrónico, R&B, pop y definitivamente es algo que puedes poner a todo volumen en el club.»

## Recepción Crítica
Stephen Thomas Erlewine de AllMusic afirma que «Bleu acaba con un álbum que juega a FutureSex/LoveSounds sin sexo; tiene los sintetizadores brillantes, el sonido frío, pero sigue cantando sobre el amor de cachorro, sigue siendo un ídolo adolescente». Lo mismo puede decirse de Speed of Light en su conjunto: gran parte del álbum está envuelto en hilos prestados de Timberlake/Timbaland que es fácil pasar por alto los elementos persistentes de Radio Disney, incluso cuando el recordatorio más fuerte, «Moments That Matter», llega al principio del disco».

## Sencillos
«Moments That Matter» es el primer sencillo del álbum. Se lanzó un teaser del vídeo musical. La canción ha aparecido en la película de Bleu Free Style. Su vídeo completo ya se ha estrenado en la página MySpace de Bleu.
En enero de 2009 se estrenó un vídeo para el single «Celebrate You». Bleu interpretó esa canción en Disneylandia como parte del 25 aniversario del Desfile de Navidad de Walt Disney World. La canción es la canción oficial del «Año de celebración» en el complejo Disneyland y de la campaña «What Will You Celebrate?» en el complejo Walt Disney World.

## Lista de canciones
| Speed of Light Standard edition |                               |                |          |  |
| N.º                             | Título                        | Producer(s)    | Duración |  |
| 1.                              | «Speed of Light»              | Kennedy        | 4:18     |  |
| 2.                              | «Paralyzed»                   | Kennedy        | 2:51     |  |
| 3.                              | «Moments That Matter»         | Hudson         | 4:52     |  |
| 4.                              | «Fear of Flying»              | Kennedy        | 4:27     |  |
| 5.                              | «Champion»                    | Hudson         | 3:42     |  |
| 6.                              | «Rock 2 It»                   | Kennedy        | 3:34     |  |
| 7.                              | «Whatever It Takes»           | Hudson         | 4:03     |  |
| 8.                              | «Willing to Go»               | Madd Scientist | 3:38     |  |
| 9.                              | «My Everything»               | Kennedy        | 2:52     |  |
| 10.                             | «Angel Cry»                   | Hudson         | 3:31     |  |
| 11.                             | «Close»                       | Hudson         | 3:20     |  |
| 12.                             | «Celebrate You» (bonus track) | Gerrard        | 3:10     |  |

## Créditos y Personal
Créditos adaptados de las notas del álbum "Speed of Light".
- Chris Gehringer – masterización (Sterling Sound, Nueva York)
- Jon Lind – A&R
- Kahran White – A&R, productora ejecutiva
- Elliot Lurie, Stan Rogow – productores ejecutivos, gestión
- Enny Joo – dirección de arte y diseño
- Joseph Cultice – fotografía
- Penny Lovell – estilismo
- Angie Alvarado – peluquera

## Historial de Lanzamiento
| Región         | Fecha               |
| -------------- | ------------------- |
| Estados Unidos | 10 de marzo de 2009 |
| Argentina      | 12 de marzo de 2009 |
| Hong Kong      | 16 de marzo de 2009 |
| Brasil         | 24 de marzo de 2009 |
| Alemania       | 3 de abril de 2009  |
| Francia        | 6 de abril de 2009  |
| Reino Unido    | 16 de abril de 2009 |
| Europa         | 16 de abril de 2009 |
| Japón          | 12 de junio de 2009 |